# Навчальний центр гірської підготовки імені М.Мансура
Навчальний центр гірської підготовки ВМС США імені М. Мансура (англ. Mountain Warfare Training Camp Michael Monsoor) — військовий навчальний полігон, розташований за 50 миль на схід від Сан-Дієго, поблизу міста Кампо. На території площею 1063 акрів розташовані стрільбище, адміністративна будівля і казарми для особового складу. Військово-морські сили експлуатують полігон площею понад 1300 акрів з початку 1960-х років і прагнуть виділити для нього ще 4486 акрів з власності Федерального бюро землеустрою. Навчальний центр гірської підготовки багато років слугував станцією супутникового стеження, доки сучасні технології не зробили гігантські антени для стеження застарілими. Після закриття станції в 1986 році об'єкт переобладнали під навчальний центр для спеціалізованої підготовки підрозділів ВМС США веденню воєнних дій у гірських умовах.
У 1998 році військово-морська база Коронадо дала дозвіл Спільноті спеціальних операцій на використання полігону для тренувань з ведення бойових дій у горах. Цей полігон є надзвичайно важливим через його унікальні фізичні характеристики, подібні до багатьох інших країн. Його безпосередня близькість до більшості військових баз в окрузі Сан-Дієго дозволяє проводити максимальну кількість тренувань з обмеженими витратами часу і коштів на переміщення підрозділів, що навчаються. Вільна територія навколо ЛаПости робить її ідеальним місцем для проведення спеціальної розвідувальної підготовки, навчання роботи з картою і компасом та інших спеціалізованих тренувань з ведення спеціальних бойових дій. Навчально-тренувальний центр гірської війни імені Майкла Мансура, як і острів Сан-Клементе, є одним з небагатьох місць, які дозволяють спецпідрозділам тренуватися в реальному середовищі з обмеженими проблемами забезпечення.
Центр носить ім'я загиблого в бою в Іраку петті-офіцера II класу сил спеціальних операцій ВМС США, кавалера Медалі Пошани (посмертно) Майкла Мансура.